# Masters d'Europe de snooker
Pour les articles homonymes, voir European Masters.
| \| Bucarest Lommel Dornbirn \| Sites des rencontres en Europe. |
| Bucarest Lommel Dornbirn                                       |

Les Masters d'Europe de snooker sont un tournoi annuel de snooker professionnel qui se déroule dans une ville européenne différente chaque année.

## Historique
Introduits au cours de la saison 2016-2017 en tant que tournoi classé à Bucarest, en Roumanie, ces masters sont parrainés par McCann Worldgroup Romania, filiale de l'agence de communication américaine Interpublic Group et Thiess Holding pour l'année 2016. Pour cette première édition, 128 concurrents participent aux qualifications sur deux tours et le tableau final comporte 32 qualifiés.
Les éditions 2017 et 2018 se tiennent à Lommel, en Belgique. Un total de 128 concurrents participent aux qualifications réduites à un seul tour et le nombre de participants au tableau final est porté de 32 à 64. La première est parrainée par 888sport, société multinationale de paris sportifs en ligne basée à Gibraltar. La seconde est parrainée par D88.com. 
En 2020, le tournoi déménage à Dornbirn en Autriche et récupère le format de jeu de la première édition. Le parrainage est assuré par une autre compagnie de paris sportifs en ligne basée à Gibraltar ; BetVictor. 
Un deuxième tournoi est organisé en septembre 2020 à Milton Keynes (Angleterre) en raison de la pandémie de coronavirus. Le nombre de participants à la phase finale est alors exceptionnellement augmenté à 128, sans qu'il n'y ait de tournoi de qualification de disputé au préalable. BetVictor conserve alors le parrainage, et ce pour les trois prochaines éditions au moins. 
Pour l'édition suivante, le tournoi devait être organisé à Fürth (Allemagne) où était anciennement disputé le classique Paul Hunter. Toutefois, en raison d'une recrudescence des infections liées au coronavirus dans le pays, il a été à nouveau tenu en Angleterre. Par ailleurs, l'épreuve change une fois encore de format, reprenant le format de jeu utilisé lors des éditions de 2017 et 2018.  
Pour la saison 2022-2023, l'épreuve figure parmi les premières compétitions au programme et se déroule à Fürth. 128 joueurs participent aux qualifications, desquelles 64 joueurs se sortent pour disputer le tableau principal.
L'année suivante, la ville de Nuremberg est préférée à celle de Fürth. Malgré ce changement de localisation, le format de jeu reste identique à celui de la précédente édition.

## Palmarès
| Année                     | Ville                     | Vainqueur                 | Finaliste                 | Score                     | Saison                    |
| Masters d'Europe (classé) | Masters d'Europe (classé) | Masters d'Europe (classé) | Masters d'Europe (classé) | Masters d'Europe (classé) | Masters d'Europe (classé) |
| ------------------------- | ------------------------- | ------------------------- | ------------------------- | ------------------------- | ------------------------- |
| 2016                      | Bucarest                  | Judd Trump                | Ronnie O'Sullivan         | 9-8                       | 2016-2017                 |
| 2017                      | Lommel                    | Judd Trump (2)            | Stuart Bingham            | 9-7                       | 2017-2018                 |
| 2018                      | Lommel                    | Jimmy Robertson           | Joe Perry                 | 9-6                       | 2018-2019                 |
| 2020 (1)                  | Dornbirn                  | Neil Robertson            | Zhou Yuelong              | 9-0                       | 2019-2020                 |
| 2020 (2)                  | Milton Keynes             | Mark Selby                | Martin Gould              | 9-8                       | 2020-2021                 |
| 2022 (1)                  | Milton Keynes             | Fan Zhengyi               | Ronnie O'Sullivan         | 10-9                      | 2021-2022                 |
| 2022 (2)                  | Fürth                     | Kyren Wilson              | Barry Hawkins             | 9-3                       | 2022-2023                 |
| 2023                      | Nuremberg                 | Barry Hawkins             | Judd Trump                | 9-6                       | 2023-2024                 |

## Bilan par pays
| Pays       | Joueurs | Total | Premier titre | Dernier titre |
| ---------- | ------- | ----- | ------------- | ------------- |
| Angleterre | 5       | 6     | 2016          | 2023          |
| Australie  | 1       | 1     | 2020          | 2020          |
| Chine      | 1       | 1     | 2022          | 2022          |